# شمیل سریکوف
شمیل سریکوف (انگلیسی: Shamil Serikov; ۵ مارس ۱۹۵۶ – ۲۲ نوامبر ۱۹۸۹) کشتی‌گیر اهل اتحاد جماهیر شوروی سوسیالیستی بود.
وی در بازی‌های المپیک تابستانی ۱۹۸۰ در خروس‌وزن کشتی فرنگی به مدال طلا دست یافت.